# Campionato del mondo di arrampicata 2011
Il Campionato del mondo di arrampicata 2011 si è tenuto dal 15 al 24 luglio 2011 ad Arco, in Italia.

## Specialità lead

### Uomini
| Pos. | Atleta                   | Paese         |
| ---- | ------------------------ | ------------- |
|      | Ramón Julián Puigblanque | Spagna        |
|      | Jakob Schubert           | Austria       |
|      | Adam Ondra               | Rep. Ceca     |
| 4    | Magnus Midtboe           | Norvegia      |
| 5    | Manuel Romain            | Francia       |
| 6    | Hyunbin Min              | Corea del Sud |
| 7    | Evgenij Ovčinnikov       | Russia        |
| 8    | Evgenij Zazulin          | Russia        |
| 9    | Thomas Tauporn           | Germania      |
| 10   | Sachi Amma               | Giappone      |

### Donne
| Pos. | Atleta            | Paese         |
| ---- | ----------------- | ------------- |
|      | Angela Eiter      | Austria       |
|      | Jain Kim          | Corea del Sud |
|      | Magdalena Röck    | Austria       |
| 4    | Johanna Ernst     | Austria       |
| 5    | Katharina Posch   | Austria       |
| 6    | Mina Markovič     | Slovenia      |
| 7    | Christine Schranz | Austria       |
| 8    | Sasha DiGiulian   | Stati Uniti   |
| 9    | Alexandra Eyer    | Svizzera      |
| 10   | Jana Čerešneva    | Russia        |

## Specialità boulder

### Uomini
| Pos. | Atleta               | Paese       |
| ---- | -------------------- | ----------- |
|      | Dmitrij Šarafutdinov | Russia      |
|      | Adam Ondra           | Rep. Ceca   |
|      | Rustam Gel'manov     | Russia      |
| 4    | Kilian Fischhuber    | Austria     |
| 5    | Cédric Lachat        | Svizzera    |
| 6    | Thomas Tauporn       | Germania    |
| 7    | Martin Stráník       | Rep. Ceca   |
| 8    | Lucas Preti          | Italia      |
| 9    | Stewart Watson       | Regno Unito |
| 10   | Mychajlo Šalahin     | Ucraina     |

### Donne
| Pos. | Atleta          | Paese       |
| ---- | --------------- | ----------- |
|      | Anna Stöhr      | Austria     |
|      | Sasha DiGiulian | Stati Uniti |
|      | Juliane Wurm    | Germania    |
| 4    | Jana Čerešneva  | Russia      |
| 5    | Akiyo Noguchi   | Giappone    |
| 6    | Ol'ga Bibik     | Russia      |
| 7    | Mélissa Le Nevé | Francia     |
| 7    | Alex Johnson    | Stati Uniti |
| 9    | Momoka Oda      | Giappone    |
| 10   | Natalija Gros   | Slovenia    |

## Specialità speed

### Uomini
| Pos. | Atleta                | Paese     |
| ---- | --------------------- | --------- |
|      | Qixin Zhong           | Cina      |
|      | Stanislav Kokorin     | Russia    |
|      | Daniïl Boldyrjev      | Ucraina   |
| 4    | Ivan Novikov          | Russia    |
| 5    | Libor Hroza           | Rep. Ceca |
| 6    | Łukasz Świrk          | Polonia   |
| 7    | Erik Noya             | Venezuela |
| 8    | Sergej Abdrachmanov   | Russia    |
| 9    | Evgenij Vajcechovskij | Russia    |
| 10   | Jędrzej Komosiński    | Polonia   |

### Donne
| Pos. | Atleta            | Paese      |
| ---- | ----------------- | ---------- |
|      | Marija Krasavina  | Russia     |
|      | Anna Cyganova     | Russia     |
|      | Tamara Kuznecova  | Kazakistan |
| 4    | Cuilian He        | Cina       |
| 5    | Edyta Ropek       | Polonia    |
| 6    | Ksenija Alekseeva | Russia     |
| 7    | Natal'ja Titova   | Russia     |
| 8    | Julija Levočkina  | Russia     |
| 9    | Monika Prokopiuk  | Polonia    |
| 10   | Lucelia Blanco    | Venezuela  |

## Medagliere complessivo
| Posizione | Paese         | Oro | Argento | Bronzo | Totale |
| --------- | ------------- | --- | ------- | ------ | ------ |
| 1         | Russia        | 2   | 2       | 1      | 5      |
| 2         | Austria       | 2   | 1       | 1      | 4      |
| 3         | Spagna        | 1   | 0       | 0      | 1      |
| 3         | Cina          | 1   | 0       | 0      | 1      |
| 5         | Rep. Ceca     | 0   | 1       | 1      | 2      |
| 6         | Corea del Sud | 0   | 1       | 0      | 1      |
| 6         | Stati Uniti   | 0   | 1       | 0      | 1      |
| 8         | Germania      | 0   | 0       | 1      | 1      |
| 8         | Ucraina       | 0   | 0       | 1      | 1      |
| 8         | Kazakistan    | 0   | 0       | 1      | 1      |
| Totale    | Totale        | 6   | 6       | 6      | 18     |

## Plurimedagliati
| Posizione | Paese     | Oro | Argento | Bronzo | Totale |
| --------- | --------- | --- | ------- | ------ | ------ |
| 1         | Russia    | 2   | 2       | 1      | 5      |
| 2         | Austria   | 2   | 1       | 1      | 4      |
| 3         | Rep. Ceca | 0   | 1       | 1      | 2      |
| Totale    | Totale    | 4   | 4       | 3      | 11     |